# Modzele (Grajewo)
Pour les articles homonymes, voir Modzele.
Modzele est un village polonais de la gmina de Grajewo, dans le powiat de Grajewo, voïvodie de Podlachie, au nord-est du pays.